# リンチェ・リツマ
ロバート・リンチェ・リツマ（Robert Rintje Ritsma、1970年4月13日 - ）は、オランダ、レンメル出身のスピードスケート選手である。
世界オールラウンドスピードスケート選手権大会で1995年、1996年、1999年、2001年の4度総合優勝を達成、ほかに総合2位2度（1998年、2003年）、総合3位3度（1993年、1994年、2000年）。ヨーロッパスピードスケート選手権大会では総合優勝6回（1994年～1996年、1998年から2000年）。また世界距離別スピードスケート選手権大会では1997年に1500mと5000mの2冠を達成した。
冬季オリンピックでは1994年リレハンメルオリンピック、1998年長野オリンピック、2006年トリノオリンピックであわせて銀2個、銅4個の計6個のメダルを獲得した。
また、彼は長年にわたってAdelskalenderのランキングトップの座を守り続けた。その日数は合計1125日におよぶ。
2008年に現役を引退した。

## 記録

### 自己記録
| 種目   | 記録       | 日時           | 場所               |
| ------ | ---------- | -------------- | ------------------ |
| 500m   | 35秒90     | 1999年2月20日  | ハーマル           |
| 1000m  | 1分10秒09  | 1999年2月20日  | ハーマル           |
| 1500m  | 1分45秒86  | 2002年2月19日  | ハーマル           |
| 3000m  | 3分49秒29  | 2004年3月11日  | ヘーレンフェーン   |
| 5000m  | 6分20秒26  | 2005年11月19日 | ソルトレークシティ |
| 10000m | 13分28秒19 | 1998年2月17日  | ハーマル           |

### 世界記録
リツマはキャリアで4度世界記録を樹立した。（その後すべて更新されている）
| 種目         | 記録      | 日時           | 場所             |
| ------------ | --------- | -------------- | ---------------- |
| 1500メートル | 1分51秒60 | 1994年1月8日   | ハーマル         |
| 1500メートル | 1分48秒88 | 1997年12月20日 | ヘーレンフェーン |
| ビッグ複合   | 156.201   | 1994年1月9日   | ハーマル         |
| ビッグ複合   | 152.651   | 1999年2月7日   | ハーマル         |